# Youtiao
Lo youtiao (in cinese 油條, pinyin yóutiáo) è un lungo pezzo di impasto fritto in olio consumato nella cucina cinese e, assumendo differenti denominazioni, in altre cucine dell'Asia orientale e del Sud-est asiatico. Tradizionalmente viene leggermente salato e assume un aspetto simile al pane. Viene consumato normalmente durante la colazione, accompagnato dal congee di riso o dal latte di soia.

## Preparazione
L'impasto, costituito essenzialmente da farina multiuso, lievito chimico, acqua e sale, viene lasciato lievitare in frigorifero. Completata la lievitazione, l'impasto viene steso e tagliato in rettangoli dai quali si ricavano le strisce che vengono immerse in olio bollente. La cottura risulta ultimata quando viene raggiunta una doratura uniforme.

## Diffusione

### Cina
Youtiao (油條S, yóutiáoP) è il nome cinese dell'impasto fritto; oltre a essere mangiato a colazione con il congee o il latte di soia, viene consumato in diversi altri modi. Si usa come imbottitura dello shaobing, un caratteristico tipo di pane che con lo youtiao forma una specie di sandwich chiamato shaobing youtiao, che viene mangiato a colazione. Lo youtiao avvolto all'interno di involtini di noodles di riso viene invece chiamato zhaliang. Nello Yunnan viene comunemente avvolto in un particolare pancake di farina di riso tostata (shaoerkuai); un'altra comune associazione è quella con il riso glutinoso (cifantuan). Il tanggao (torta di zucchero) è una versione dolce e di dimensioni più ristrette. Lo youtiao si può inoltre intingere in diversi tipi di zuppe.

#### La leggenda
Il nome cantonese yàuhjagwái significa letteralmente "diavolo fritto" e, secondo il folclore, è un atto di protesta contro il primo ministro della dinastia Song Qin Hui, ritenuto colpevole di avere orchestrato un complotto ai danni del generale Yue Fei, una icona di patriottismo nella cultura cinese. Si dice che questo alimento, originariamente sotto forma di due pezzi di impasto di forma umana che divennero in seguito due pezzi uniti nel centro, rappresenterebbe Qin Hui e sua moglie, entrambi collaboratori del nemico nel portare alla caduta del grande generale che in seguito alle accuse ricevute fu condannato a morte. Quindi lo youtiao fritto simboleggerebbe la coppia di traditori. In accordo con la leggenda, gli youtiao sono spesso costituiti da due lunghi pezzi uniti al centro, con una parte che rappresenta il marito mentre l'altra rappresenta la moglie.

### Birmania
Anche in Birmania lo youtiao, dove è noto col nome e kya kway, viene comunemente consumato durante la colazione. Solitamente viene mangiato insieme ai fagioli gialli cotti a vapore, inoltre viene inzuppato anche nel caffè e nel tè.

### Cambogia
In Cambogia viene chiamato cha kway e si accompagna con il congee, il caffè e la caratteristica zuppa di noodles di riso con brodo di maiale e verdure (kuy teav). Immigrati cambogiani in Australia lo chiamano chopstick cake per la sua somiglianza a un paio di bacchette per il cibo (in inglese chopsticks).

### Filippine
Nelle Filippine lo youtiao è chiamato bicho (pl. bicho-bicho), termine usato anche per indicare una specie di frittelle. La versione attorcigliata prende il nome shakoy, mentre quelli piccoli e croccanti sono chiamati pilipit.

### Indonesia
In Indonesia l'impasto fritto viene chiamato cakwe, nome simile al cakoi malese. Viene comunemente sminuzzato e consumato con il congee di pollo oppure come snack.

### Laos
In Laos prende il nome patongko, come in Thailandia, o il nome vietnamita dau chao quay e si mangia solitamente a colazione con il caffè, al posto della baguette.

### Malesia e Singapore
In Malaysia e a Singapore il nome trae origine dal termine min man iû-chiā-kóe, che in malese diventa cakoi. La versione malese trova uso in varie farciture, sia dolci sia salate; normalmente viene servita con il bak kut teh (zuppa di costole di maiale).

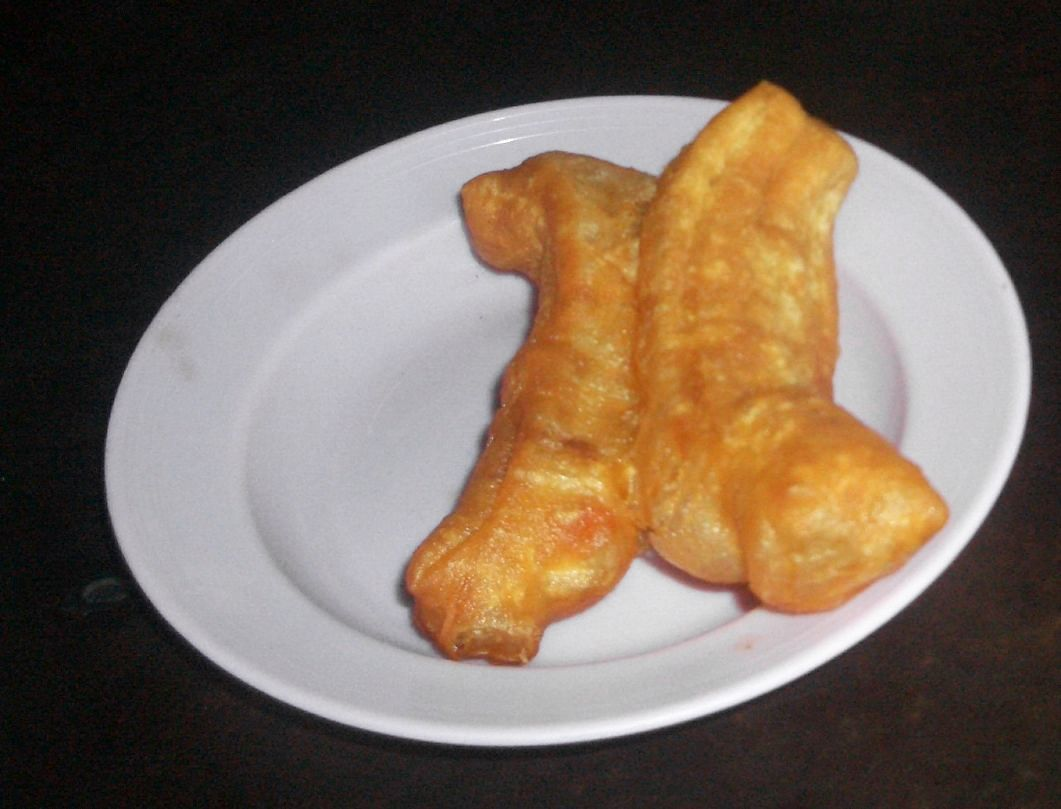
Pathongko thailandese

### Thailandia
Il thailandese pathongko identificava originariamente una torta di zucchero bianco, venduta dai venditori ambulanti insieme allo youtiao vero e proprio. Il pathongko viene consumato soprattutto a colazione con il caffè o con la jok, versione thailandese del congee. Con la jok viene consumato anche per cena o in tarda serata. Viene anche inzuppato nel caffè, nel latte condensato o, al sud, mangiato con la sangkhaya (marmellata di cocco).

### Vietnam
Nella cucina vietnamita vengono utilizzati nomi diversi, il più semplice dei quali è quẩy. Viene tipicamente consumato con il congee, mentre nel nord del Paese si mangia anche con il phở o altre zuppe di noodles.